# Rhagodera texana
Rhagodera texana är en skalbaggsart som beskrevs av Christian Friedrich Stephan 1989. Rhagodera texana ingår i släktet Rhagodera och familjen barkbaggar. Inga underarter finns listade i Catalogue of Life.